# Melodic
Melodic é uma publicação diária online sueco, devota à crítica e comentários musicais, notícias sobre música e entrevistas a artistas. Foca-se na música independente, incluindo o música rock. No entanto, cobre também música electrónica, pop, dance, folk, jazz, e música experimental.